# 濛江
濛江，位于中国贵州省南部，是西江红水河段左岸支流，发源于长顺县马路乡吴家堡，于罗甸县红水河镇八羊注入红水河。河长253千米，河道弯曲系数1.86，河道平均比降4.61‰，流域面积8733平方千米。

## 干流概况
濛江发源于贵州省黔南布依族苗族自治州长顺县马路乡吴家堡，向北流经石燕水库和马路乡后折向西南，进入安顺市西秀区，经革寨水库和杨武布依族苗族乡后，于水落洞伏流进入紫云县境内，于粟树关复明流。经天星桥、马落坑伏流才，穿过黄鹤营旅游区的彩色溶洞，与洞边复明流。折向西至猫营镇打扒河村转南，于板当镇新场村折向东南。濛江新场以上河段为上游，也称座马河，河长65千米，落差375米，流域面积786平方千米。
干流自新场东南流至板当镇小河边左纳板当河后转西南流，右纳小牛场河后折向东，至梨树脚转东南流，至水淹坝伏流至长顺县下洞复明流，沿紫云和长顺两县边界东南流，进入罗甸县，于双河口左纳涟江。紫云县新场至罗甸县双河口为中游，也称格凸河，河长91千米，落差565米，流域面积4037平方千米。
濛江下游干流自罗甸县双河口转西南流，在木引乡折向东，至石门坎水电站转东南流，最后至双江口注入红水河。下游河长97千米，落差268米，流域面积3910平方千米。

## 流域概况
濛江流域地处贵州省中部，呈扇形分布，东临曹渡河，西与打那河、桑郎河接界，北临猫跳河、南明河，南至西江红水河干流。流域位于云贵高原向广西丘陵过渡的斜坡地带，地势北高南低。流域属亚热带季风气候，平均年降水量1238.9毫米。

## 社会经济
濛江流域内居住有汉族、布依族、苗族等民族，少数民族以布依、苗为主，占总人口的54%。干流上游及支流涟江中上游区域经济较发达，其余属贫困地区。有耕地面积9.02万公顷，农业以水稻为主。